# Sartell, Minnesota
Sartell là một thành phố thuộc quận Stearns, tiểu bang Minnesota, Hoa Kỳ. Năm 2010, dân số của thành phố này là 15876 người.

## Dân số
- Dân số năm 2000: 9641 người.
- Dân số năm 2010: 15876 người.